# ラナ・ミッター
シャンタシル・ラジェスワル・ミッター（Shantashil Rajyeswar Mitter、ラナ・ミッターとして知られる）はインド出身のイギリスの歴史家、政治学者で、近現代中国史を専門とする。

## 生い立ち・学歴
インド系イギリス人である彼は、イングランド南海岸ブライトンで育った。ケンブリッジ大学ランシングカレッジとキングスカレッジに学び、修士号と博士号を取得した。1991年にはケンブリッジ ユニオンの会長に選出された。彼はハーバード大学のケネディ奨学生でもあった。

## 経歴・業績
オックスフォード大学政治国際関係学科の現代中国の歴史と政治の教授であり、オックスフォード大学中国センターの元所長であり、セント・クロス・カレッジのフェローおよび副学長も務めた。
2013年の著書、『China’s War with Japan, 1937-1945: The Struggle for Survival（中国と日本との戦争 1937 - 1945年: 生存のための闘争）』（米国では『Forgotten Ally: China’s War with Japan, 1937-45 （忘れられた同盟国: 中国と日本との戦争 1937 - 45）』の書名で出版）は日中戦争に関するもので、批評家から好評を博した。
ミッターは、主に近代中国で台頭するナショナリズムの問題に取り組んでおり、ガーディアン紙に現代の中国政治に関するいくつかの論説を発表している。
また、BBC Radio 3の「Night Waves」（現在は「Free Thinking」として知られている）のレギュラー・プレゼンターも務めていた。

## 受賞・栄典
2015年7月16日、イギリス学士院フェローに選出された。
2019年女王誕生日の叙勲で、教育への功労により、大英帝国勲章4等勲爵士(OBE、オフィサー)を授与された。

### 重要な研究、レビュー、伝記
- Kushner, Barak (November 2013). “[Review of China's war with Japan]”. History Today 63 (11):  62.
- Bickers, Robert (December 7, 2017). “Barbarians Out!”. The New York Review of Books 64 (19):  42–44. Review of Out of China: How the Chinese Ended the Era of Western Domination.